# 义成军节度使
义成军节度使，又称郑滑节度使，為唐朝、五代在今河南省北部设立的節度使。
758年八月，设立滑濮六州节度使。九月，设郑蔡节度使。759年四月，设郑陈颍亳节度使，一度有申州、光州、寿州，后归淮西节度使。五月，滑州归汴州节度使。761年五月，设立滑卫六州节度使，下辖滑州、卫州、相州、贝州、魏州、博州。763年，滑卫为滑亳节度使，下辖滑州、亳州、德州、魏州、博州，后来卫州归泽潞节度使，相州、贝州归昭义节度使。另设魏博节度使。769年，滑亳增加陈州。770年四月，设立郑颍节度使，下辖泾州、郑州、颍州，治泾州。郑颍支援泾州财政。772年十二月，设立永平军节度使。下辖滑州、亳州、陈州，治滑州。777年九月，段秀实遥兼郑颍节度使。十月，永平军增加宋州、泗州。779年三月，汴州、颍州隶属永平节度使，永平治汴州。781年郑州隶属永平节度使。宋州、亳州、颍州另设宣武节度使，泗州归属淮南节度使。永平军下辖汴州、滑州、陈州、郑州。784年，汴州、滑州归宣武节度使，滑州又复归，治滑州。785年，永平军改为义成军，下辖滑州、许州、陈州、郑州，治滑州。786年七月，陈州、许州另设陈许节度使。之后，义成军节度使长期领有滑州、郑州。822年，领颍州，890年六月，改号宣义军。后唐恢复义成军。

## 歷任
滑濮
- 许叔冀（758年—759年）

郑蔡
- 季广琛（758年—？）

郑陈颍亳
- 李抱玉（759年—？）

郑颍
- 马璘（770年—774年）
- 段秀实（777年—780年）

义成军
- 令狐彰（761年—773年）
- 李勉（773年—779年）
- 郎余仙（大历年间）
- 李澄（779年—786年）
- 李克宁（786年），自立
- 贾耽（786年—793年）
- 李融（793年—794年）
- 李复（794年—797年）
- 姚南仲（797年—800年）
- 卢群（800年）
- 李元素（800年—806年）
- 袁滋（806年—812年）
- 薛平（812年—818年）
- 李光颜（818年）
- 薛平（818年—819年）
- 刘悟（819年—820年）
- 王承元（820年—822年）
- 韩充（822年）
- 曹华（822年—823年）
- 高承简（823年—824年）
- 李听（825年—829年）
- 李德裕（829年—830年）
- 崔元略（830年）
- 段嶷（830年—835年）
- 史孝章（835年—836年）
- 裴弘泰（836年—840年）
- 高铢（840年—843年）
- 刘沔（843年—844年）
- 敬昕（844年）
- 崔元式（845年—846年）
- 周墀（847年）
- 卢弘止（847年—849年）
- 韦让（849年—850年）
- 韦悫（851年—852年）
- 李业（852年—854年）
- 李福（854年—861年）
- 卫洙（861年—863年）
- 李荀（863年—865年）
- 萧倣（865年—868年）
- 康承训（868年—869年）
- 杜慆（869年—874年）
- 李嶧（876年—879年）
- 王铎（881年—884年）
- 安师儒（885年—886年）
- 胡真（886年—890年）
- 崔安潜（887年—？，未实领？）
- 朱全忠（890年—907年）

宣义军
- 杨师厚（911年—912年）
- 罗周翰（912年—913年）
- 罗周敬（913年—916年）
- 刘鄩（916年）
- 霍彥威（916年—917年）
- 董璋（917年）
- 贺瓌（917年—919年）
- 王彦章（921年—923年）
- 段凝（922年，留后）

义成军
- 李绍钦（923年）
- 李存渥（923年—926年）
- 李继麟（926年）
- 赵在礼（926年）
- 卢文进（926年—928年）
- 李从璋（928年—930年）
- 张敬询（930年—932年）
- 李赞华（932年—933年）
- 高允韬（933年—935年）
- 李彦舜（935年—936年）
- 符彦饶（936年—937年）
- 马万（937年—938年）
- 冯晖（938年—939年）
- 景延广（939年—940年）
- 史匡翰（940年—942年）
- 李守贞（942年—944年）
- 皇甫遇（944年—946年）
- 留珪（947年）
- 刘信（947年）
- 郭谨（947年—948年）
- 白再荣（948年—949年）
- 宋延渥（949年—950年）
- 李筠（951年）
- 折从阮（951年）
- 扈彦珂（951年—953年）
- 白重赞（953年—954年）
- 向训（954年）
- 张永德（954年—957年）
- 赵匡胤（957年—958年）
- 宋延渥（958年）
- 陈思让（958年—959年）
- 石守信（959年—960年）
- 高怀德（960年）
- 王审琦（960年）
- 张建丰（960年—962年）
- 韩重赟（962年—967年）
- 曹彬（967年—976年）
- 杨信（976年—977年）